# Epsilon Lyrae
Epsilon Lyrae (ε Lyr / ε Lyrae), talvolta chiamata La doppia doppia, è un sistema stellare della costellazione della Lyra distante approssimativamente 162 anni luce dalla Terra.

## Osservazione
Può essere facilmente separata in due componenti quando vista attraverso un binocolo, o anche a occhio nudo sotto un cielo eccellente, avendo una separazione di circa 3 primi d'arco. La stella più a nord è chiamata ε1 e quella più a sud ε2; tutte e due distano circa 162 anni luce dalla Terra e orbitano tra loro. Quando viste ad un ingrandimento maggiore, tutte e due le stelle del sistema binario possono essere separate in due sistemi binari distinti; il sistema binario contiene così due stelle binarie che orbitano una sull'altra. La capacità di vedere tutte e quattro le componenti di questo sistema viene spesso utilizzata per testare la potenza dei telescopi, dato che le singole stelle doppie sono molto vicine tra loro: le stelle di ε1 sono distanti 2.35 secondi d'arco (nel 2006), quelle di ε2 sono separate dalla stessa misura (nello stesso anno). Dato che la prima misura ad alta precisione della loro orbita risale al 1980, tutte e due le binarie si sono mosse, da allora, solo di pochi gradi dalla loro posizione angolare.

## Sistema stellare
Le stelle che compongono ε1 hanno magnitudine 4.7 e 6.2 ed un periodo orbitale stimato di circa 1800 anni, almeno da quanto risulta da una pubblicazione del 2007 di Tokovinin, che le colloca ad una distanza di circa 140 UA. Le componenti di ε2 hanno magnitudine 5.1 e 5.5, ed un periodo orbitale delle due componenti di circa 585 anni. ε1 e ε2 non sono tra loro più vicine di 0,16 anni luce, ed impiegano centinaia di migliaia di anni per completare un'orbita. Dal momento che il periodo è così lungo, la principale conferma che le due stelle siano fisicamente legate deriva dalla comune velocità di avvicinamento al Sole, pari a circa 28 km/s.
Un osservatore posto su di una delle due coppie, vedrebbe l'altra coppia brillare con la luce di un quarto di Luna, a meno di un grado di distanza l'una dall'altra.
Le stelle principali delle 2 coppie sono stelle bianche di classe spettrale A, mentre le secondarie sono stelle bianco-gialle delle prime sottoclassi della classe F. ε Lyr1 A è la più massiccia, con 2,3 volte la massa del Sole, mentre la compagna ha una massa 1,6 volte superiore a quella solare. ε Lyr è composto da due stelle piuttosto simili, con masse di 1,86 e 1,70 quella del Sole.
Nel 2022 i ricercatori del MarSEC (Marana Space Explorer Center) grazie ai dati del satellite TESS (Transiting Exoplanet Survey Satellite) hanno scoperto che la componente secondaria di ε1 è una stella variabile del tipo Gamma Doradus con un periodo principale di 0,415 giorni.
Una quinta componente di questo sistema, orbitante ad una delle stelle della coppia ε2, è stata scoperta con delle misure interferometriche nel 1985 e confermata in due successive osservazioni. A causa dei pochi dati non è stato possibile calcolarne l'orbita, ma il suo movimento rapido suggerisce un periodo orbitale di qualche decina di anni. La massima separazione osservata è di 0,2 secondi d'arco, troppo poca per risolverla con l'osservazione diretta.